# Tihany életműdíj
A Tihany életműdíj kiváló, tapasztalt artistaművészek életútját elismerő díj.

## Története
A múlt század egyik leghíresebb magyar származású cirkuszművésze és cirkuszigazgatója, a legendás Tihany (Czeisler Ferenc) tiszteletére alapított életműdíjat 2016 óta adja át a Nemzeti Cirkuszművészeti Központ olyan kiváló, tapasztalt artistaművészeknek, akik egész életükben a magyar cirkuszművészet hírnevének öregbítésén dolgoztak. Ezzel az elismeréssel olyan életpályákat ismer el a cirkuszi szakma, melyek minden szempontból példamutatóak – akár a világszínvonalú szakmai tudást és a sikereket, akár a szorgalmat, akár a cirkuszművészet iránti, egész életen át tartó alázatot emeli ki.

## Díjazottak
- 2016: id. Picard Vilmos
- 2017: Simon Árpád
- 2018: Karsai Antal
- 2019: Deltai Károly[1]
- 2020: nem adtak át díjat
- 2021: Takács Endre[2]
- 2022: Eötvös József[3]
- 2023: Horváth Jánosné Dobos Ottília
- 2024: Zsilák György „Fudi”
- 2025: Picard Attila[4]